# Super Smash Bros.
Super Smash Bros., retroactivamente conocido como Super Smash Bros. 64 o Smash 64, es un videojuego de lucha desarrollado por HAL Laboratory y distribuido por Nintendo para la Nintendo 64. Fue lanzado en Japón el 21 de enero de 1999, en América del Norte el 26 de abril de 1999, y en Europa el 19 de noviembre de 1999. Super Smash Bros. es el primer juego de la saga Super Smash Bros., y fue seguido por Super Smash Bros. Melee para la Nintendo GameCube en 2001, Super Smash Bros. Brawl para la Wii en 2008, Super Smash Bros. para Nintendo 3DS y Wii U en 2014, y Super Smash Bros. Ultimate para Nintendo Switch en 2018. Super Smash Bros. fue lanzado para la Consola Virtual de Wii en Japón el 20 de enero de 2009, en Europa el 12 de junio de 2009 y en América del Norte el 21 de diciembre de 2009.
El juego pertenece al género de lucha, siendo también un crossover de diversos y variados personajes de diversas franquicias de Nintendo, siendo estas las series de Mario, Donkey Kong, The Legend of Zelda, Kirby, Yoshi's Island, Star Fox, Pokémon, Metroid, F-Zero y EarthBound. En las partidas juegan de 2 a 4 personajes, ya sean controlados por personas o por la propia consola (CPU), y compitiendo en un escenario abierto, en el cual si se superan los límites establecidos, se pierde una vida o un punto (dependiendo del modo de juego en el que se juegue). Además se incluyen varios modos multijugador y otros para un solo jugador.
Recibió buenas críticas desde los medios y se llegaron a vender 8,7 millones de copias, 2,93 millones de ellas en Estados Unidos, y 1,97 millones en Japón.

## Sistema de juego

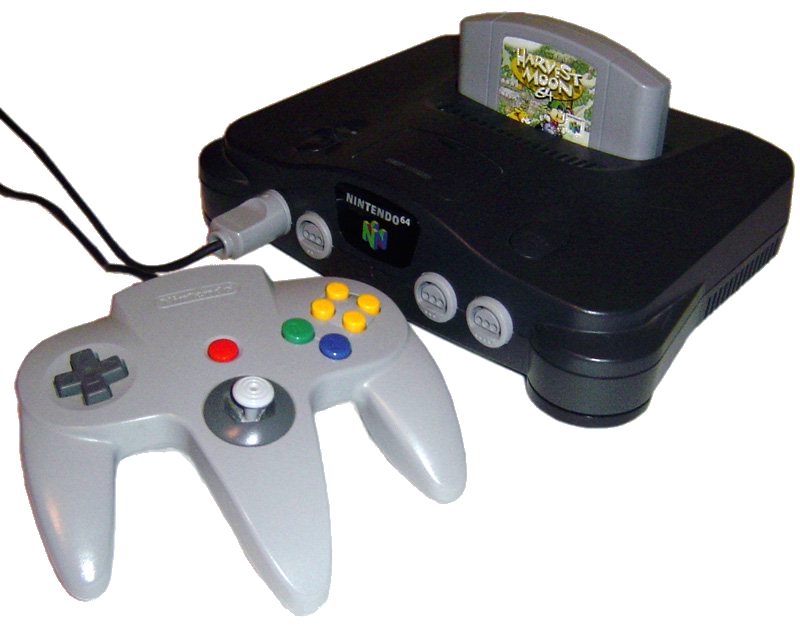
Nintendo 64, consola para la que fue lanzado el juego

Super Smash Bros. utiliza un sistema de batalla distinto al de los tradicionales juegos de lucha. 2 o más jugadores (hasta 4) eligen personaje, tras lo cual pelean en diferentes escenarios mientras tratan de sacar a sus oponentes del escenario. En vez de usar barras de energía como la mayoría de los juegos de lucha, este juego presenta medidores de porcentaje. Estos medidores comienzan en 0%, y se incrementan cuando los personajes reciben daño, llegando a un límite de 999%. A medida que el porcentaje de un personaje incrementa, este puede ser arrojado más lejos con mayor facilidad. Cuando un personaje es arrojado fuera de los límites de la pantalla pierde una vida o un punto dependiendo del modo de juego en que se esté participando. Los jugadores pueden usar ataques u otras técnicas para volver al escenario (generalmente la combinación de botones ↑+B), o como algunos saltos de ciertos personajes, que tienen un mayor alcance o mayor repetición, y que pueden hacer que la recuperación sea más fácil. Además, algunos personajes son más pesados que otros, haciendo más difícil para un adversario conseguir sacarlo del escenario, pero haciendo más difícil la recuperación.
El juego contiene 9 escenarios distintos. Los escenarios son arenas de tres dimensiones, basadas en niveles de las distintas sagas de Nintendo y son interactivos con el jugador. Aunque los escenarios están dibujados en tres dimensiones, los personajes solamente se pueden mover en un plano bidimensional. No todos los escenarios están disponibles desde el inicio; un escenario está oculto, y puede ser desbloqueado si se siguen unos requerimientos. Los escenarios van desde plataformas flotantes hasta áreas de tierra firme. Cada escenario posee un límite, el cual si es traspasado hará que el personaje pierda una vida o punto. Además, diversos objetos aparecen de forma aleatoria y de distintas formas y consecuencias al usarlo, como bates de béisbol, caparazones, martillos, y su uso comprende desde recuperar energía hasta aportársela al contrario.
Los controles de Super Smash Bros. son bastante simplificados respecto a otros juegos de lucha. Mientras los juegos de lucha tradicionales como Street Fighter o Tekken requieren que el jugador memorice combinaciones de botones (algunas veces largas y complicadas, o específicas a cada personaje), Smash Bros usa una combinación simplificada de ataques con un botón junto con la palanca de control. Los personajes no tienen por qué estar frente a frente con su oponente, pero pueden pasear libremente por el escenario. Super Smash Bros. también implementa el bloqueo y formas de esquivar los ataques. También se puede agarrar y lanzar a los adversarios, lo que permite una gran variedad de formas de ataque.
Aunque el jugador puede elegir entre cinco niveles de dificultad, el modo de un jugador siempre sigue la misma secuencia de oponentes. En las secuelas subsecuentes, a este modo se le conoce como Modo Clásico. Este modo también presenta dos escenarios Bonus específicos para cada personaje, además de otro escenario Bonus que es igual para todos. El modo de un jugador incluye además el modo Training, donde el jugador puede probar sus habilidades en cualquiera de los escenarios disponibles y contra cualquiera de los personajes disponibles. Además, cada personaje dispone de dos escenarios propios para dos modos de juego para un jugador incluidos en el juego. El modo de un jugador principal termina cuando el jefe final es derrotado, aunque si el jugador ha completado algunos requisitos especiales, se enfrentará con un personaje desbloqueable (siempre y cuando aún no lo haya desbloqueado). Si logra vencer a este personaje, el jugador tendrá la posibilidad de utilizarlo en cualquiera de los modos de juego.
El modo multijugador permite jugar hasta a cuatro personas siguiendo las reglas específicas predeterminadas por los jugadores. Hay dos modos de juego: con tiempo y con vidas. En las batallas con tiempo cada jugador puede ser enviado fuera del escenario infinitas veces mientras dure el tiempo establecido, mientras que en el modo por vidas el juego puede durar un tiempo indeterminado hasta que solo quede un jugador con vida. Cuando el tiempo predeterminado por los jugadores se acaba, se determinan las puntuaciones de cada uno sustrayendo las caídas de cada jugador de sus KOs. Si existe un empate, los jugadores regresan a la arena de batalla en el modo Sudden Death, donde cada uno comienza con 300% de daño inicial, pudiendo ser noqueados hacia fuera del escenario fácilmente. El ganador del modo Sudden Death (Muerte Súbita) es el ganador absoluto de la pelea. En las batallas con vidas, cada jugador puede ser noqueado fuera del escenario una predeterminada cantidad de veces, y no hay límite de tiempo. El ganador del juego es el último jugador que quede en pie, o que sea el único sobreviviente de la batalla, aunque en las batallas con vidas, o con tiempo, dependiendo cuantas caídas, o KOs ha hecho, raramente cuando los jugadores reciben KO iguales, y se quedaron sin vidas, el juego termina, pero el sistema del juego, no está programado para el desempate de batalla con vidas, gana siempre el CPU o PNJ, la mayoría sucede eso, igual en batalla con tiempo en la Muerte Súbita como no hay límite de tiempo, si pasa lo mismo de que si reciben los jugadores KO iguales, es igual gana el CPU o PNJ. En las batallas con vidas o de tiempo si juegan 2, 3 o 4 jugadores, y realizan lo hablado, algunas veces gana el segundo jugador o el cuarto, o hasta el tercero, y casi nunca el primer jugador. Es igual en equipo si queda, por ejemplo un PNJ, contra 3 jugadores (porque está en equipo, entonces los 3 jugadores derrotan al PNJ, ya que es el único enemigo) y sucede lo hablado posiblemente y la mayoría de veces gane el PNJ.
Cuando un oponente se ausenta durante una semana deberá ceder la totalidad de sus medallas a sus oponentes, incluida la inframundo. También es posible jugar batallas en equipo, tanto en el modo con tiempo como en el modo con vidas. Estas batallas en equipo tienen las mismas reglas que los modos mencionados anteriormente, con la diferencia de que los jugadores pueden escoger sus equipos y compañeros de equipo para trabajar cooperativamente con el fin de ganar la partida. En el modo con tiempo, cuando termina la partida se contabilizan las puntuaciones de cada miembro del equipo y se suman como un todo, con el fin de declarar al equipo ganador. El daño por personajes del mismo equipo está desactivado por defecto, pero puede activarse. Todos los modos mencionados anteriormente pueden ser jugados también contra la consola.

## Personajes
El juego incluye doce personajes jugables de las populares franquicias de Nintendo. Los personajes tienen un símbolo que aparece detrás de su medidor de daño correspondiente a la serie a la que pertenecen, como una Trifuerza detrás de Link y una Poké Ball detrás de Pikachu. Además, los personajes tienen movimientos reconocibles derivados de su serie original, como los blásteres cargados de Samus y el arsenal de armas de Link.
El arte de los personajes que aparece en la carátula del juego y el manual de instrucciones tiene el estilo de un cómic, y los personajes se representan como muñecos de juguete que cobran vida para luchar. Desde entonces, este estilo se ha omitido en juegos posteriores, que presentan trofeos en lugar de muñecos y modelos en el juego en lugar de arte dibujado a mano.

## Desarrollo
Super Smash Bros. fue desarrollado por HAL Laboratory, un desarrollador second-party de Nintendo, durante 1998. Masahiro Sakurai estaba interesado en hacer un juego de lucha para cuatro jugadores. Hizo una presentación de lo que entonces se llamaba Dragon King: The Fighting Game (格闘ゲーム竜王 'Kakutō Gēmu Ryūō'?) a su compañero de trabajo Satoru Iwata, quien se unió para ayudar en el proyecto. En esta etapa de desarrollo, el juego todavía usaba modelos de personajes de marcador de posición. Sakurai entendió que muchos juegos de lucha no se vendían bien y que tenía que pensar en una manera de hacer que su juego fuera original. Su primera idea fue incluir personajes famosos de Nintendo y ponerlos en pelea. Sabiendo que no obtendría permiso si lo pedía con antelación, Sakurai hizo un prototipo del juego sin informar a Nintendo y no se lo mostró a nadie hasta que estuvo bien equilibrado. El prototipo que presentó presentaba a Mario, Donkey Kong, Samus y Fox como personajes jugables. La idea fue aprobada posteriormente. Aunque Nintendo ni los desarrolladores detrás de Super Smash Bros. nunca lo han reconocido, fuentes de terceros han identificado el juego de lucha de Namco de 1995, The Outfoxies, como una posible inspiración, y Sakurai también atribuye la idea de hacer un juego de lucha para principiantes a una experiencia en la que derrotó cómodamente a un par de jugadores casuales en The King of Fighters '95 en una sala de arcades. El 20 de octubre de 2022, Sakurai, que todavía tenía el prototipo de Dragon King: The Fighting Game, demostró su jugabilidad y sus diferencias con el producto final de Super Smash Bros. Durante el desarrollo se eliminaron varios personajes planificados, incluidos Marth, King Dedede, Bowser y Mewtwo; los cuatro personajes se agregaron a juegos posteriores.
Super Smash Bros. incluye música de algunas de las franquicias de juegos más populares de Nintendo. Si bien muchas piezas están recién arregladas para el juego, algunas piezas se toman directamente de sus fuentes. La música de Super Smash Bros. fue compuesta por Hirokazu Ando, quien luego regresó como director musical y de sonido de Super Smash Bros. Melee. Se lanzó una banda sonora completa en CD en Japón a través de Teichiku Records en 2000.
Para promover el lanzamiento del juego, Nintendo of America organizó un evento llamado Slamfest '99, celebrado en el parque temático MGM Grand Adventures en Las Vegas (Nevada), el 24 de abril de 1999. El evento contó con un combate de lucha real entre artistas disfrazados de Mario, Yoshi, Pikachu y Donkey Kong, así como estaciones instaladas para que los asistentes pudieran previsualizar el juego. Los disfraces se reutilizaron del comercial de televisión del juego, que presentaba a los cuatro disfraces peleando entre sí con «Happy Together» de The Turtles de fondo. El combate de lucha se transmitió en vivo por la web a través de RealPlayer y estuvo disponible para volver a verlo durante varios meses después a través de un archivo descargable desde el sitio web oficial del evento. A pesar de esto, no se sabe si existe algún video de Slamfest '99, y la transmisión se considera actualmente lost media.

## Recepción
Super Smash Bros. tuvo grandes ventas, y se convirtió rápidamente en un título Player's Choice. En Japón, se vendieron 1,97 millones de copias, y 2,93 se vendieron en los Estados Unidos hasta el año 2008. Las críticas fueron positivas, siendo el modo multijugador la sección más alabada del juego. El anterior director editorial de GameSpot, Jeff Gerstmann, dijo que el modo para un jugador «exactamente no durará mucho tiempo». En su lugar, elogió el modo multijugador, diciendo que es «extremadamente fácil de aprender». También elogió la banda sonora del juego, llamándola «impresionante». Peer Schneider, de IGN, estuvo conforme, llamando al modo multijugador «el punto principal para la venta del juego», mientras en GameCritics.com describieron a Super Smash Bros. como «el juego de lucha más original del mercado y posiblemente el mejor juego multijugador en cualquier sistema». Brad Penniment de Allgame dijo que el juego estaba diseñado para las partidas multijugador, alabando los sencillos controles y la diversión del juego. Sin embargo, existieron críticas negativas, como el hecho de que es difícil seguir las puntuaciones del juego. Además, el modo para un jugador fue criticado por su dificultad percibida y la falta de características. Schneider llamó a Super Smash Bros. «una excelente opción para los jugadores que buscan un juego de lucha digno». Matt Casamassina de IGN lo describió como «un increíble y adictivo juego multijugador», pero criticó el modo de un jugador por no ofrecer demasiados desafíos. Obtuvo el premio «Elección de los editores» de IGN.

## Legado
Super Smash Bros. es la primera entrega de la saga Super Smash Bros.. Su secuela, Super Smash Bros. Melee fue lanzada dos años después. Nintendo presentó el juego en el E3 del 2001 como una demostración jugable. La siguiente gran exposición del juego tuvo lugar en agosto de 2001 en el Spaceworld, cuando Nintendo mostró una demo jugable que había sido actualizada respecto a la anterior demo que se presentó en el E3. Nintendo ofreció un torneo jugable del juego para fanes del mismo en donde una GameCube y una copia de Super Smash Bros. Melee eran sendos premios para el ganador.
En una conferencia previa al E3 de 2005, Nintendo anunció la secuela de Melee, Super Smash Bros. Brawl. Tras la conferencia, el presidente de Nintendo, Satoru Iwata pidió a Masahiro Sakurai que fuera el director del nuevo juego. El juego conserva algunas de las características de juego de sus predecesores mientras tiene algunas mejoras importantes, como un modo de un jugador más sustancial y el poder jugar en línea a través de la Conexión Wi-Fi de Nintendo.
A diferencia de Melee, el juego tiene cuatro formas de control distintas, incluyendo el uso del Mando de Wii, el Nunchuk, el mando de Nintendo GameCube y el Mando Clásico. Como Melee, el juego hace referencia a juegos y franquicias, incluidos los que aparecieron después del lanzamiento de Melee; por ejemplo, el diseño de Link está tomado de The Legend of Zelda: Twilight Princess y un cachorro de Nintendogs aparece como un Ayudante (un nuevo elemento que hace aparecer a personajes de diferentes sagas para participar brevemente en la lucha).